# Tanzboden (Berg)

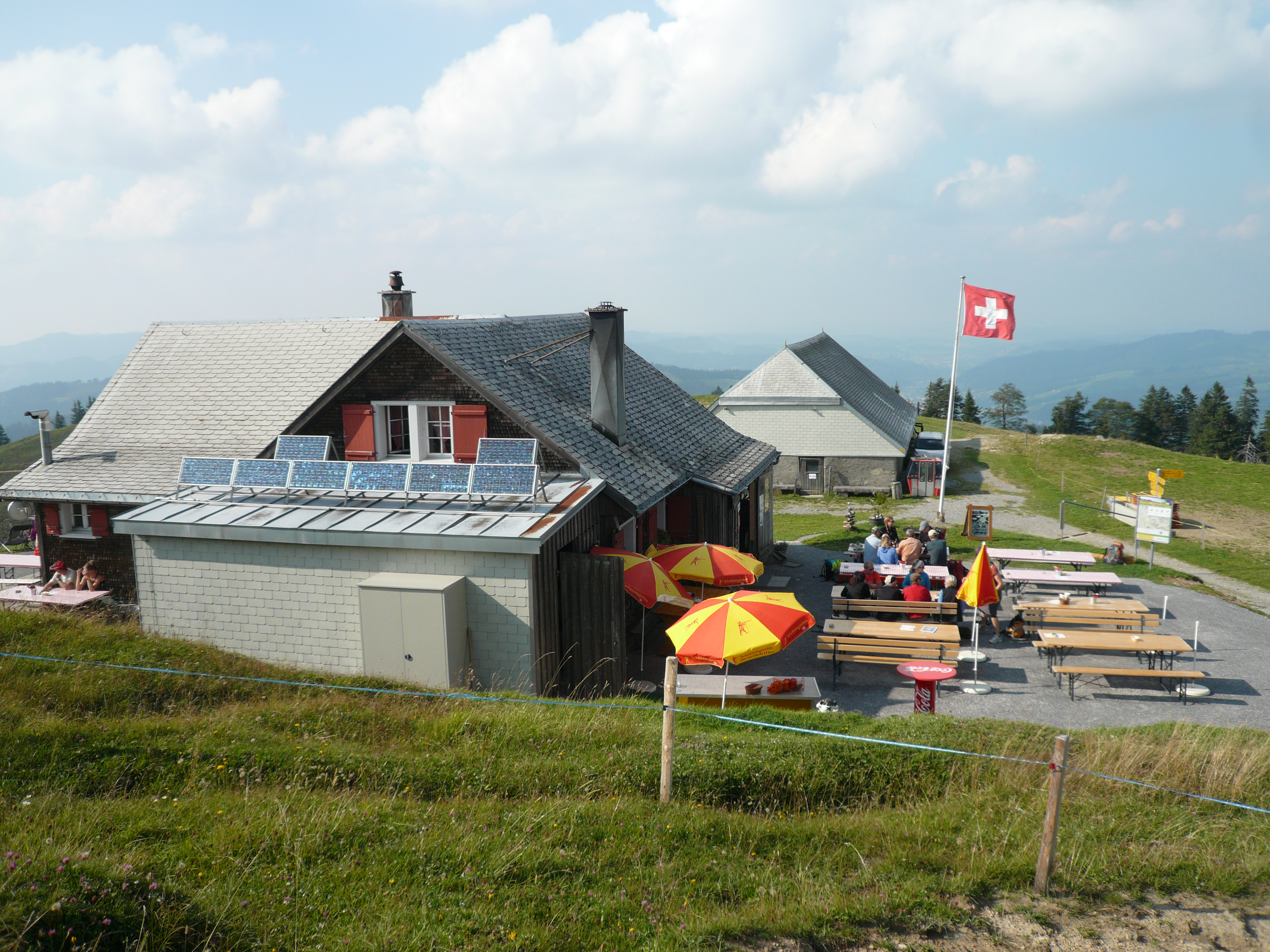
Die Tanzbodenalp in der Nähe des Gipfels

Der Tanzboden ist ein 1443 m ü. M. hoher Berg südlich des Ortes Ebnat-Kappel im Schweizer Kanton St. Gallen. 
Er ist der nördlichste höhere Punkt des Höhenrückens, der von hier zum Speer führt.
Von hier besteht eine Rundumaussicht unter anderem auf den Zürichsee, ins Untertoggenburg und zum Alpstein (nach Westen und dann im Uhrzeigersinn), nur durch den Speer ist die Sicht nach Süden und Südosten eingeschränkt. Knapp unterhalb des Gipfels befindet sich die Tanzbodenalp mit Gaststätte.
Zum gleichnamigen Skigebiet auf dem Berghang siehe Ebnat-Kappel#Tanzboden.

360°-Panorama vom Tanzboden